# Abraxas persimplex
Abraxas persimplex là một loài bướm đêm trong họ Geometridae.